# ドリーン・カーウィゼン
ドリーン・カーウィゼン（Doreen Carwithen、1922年11月15日 - 2003年1月5日）は、イギリスのクラシック音楽および映画音楽の作曲家。メアリー・オルウィン（Mary Alwyn）の名でも知られる。
バッキンガムシャー州のハッデンハム出身。4歳のときから、音楽の教師であった母親からピアノとヴァイオリンのレッスンを受けるようになる。1941年に王立音楽アカデミーに入学し、オーケストラと弦楽四重奏団でチェロを弾いた。16歳のときにワーズワースの「水仙」に声楽とピアノの曲をつけることから、作曲を始めた。
王立音楽アカデミーではウィリアム・オルウィンの和声学のクラスに入り、作曲を学んだ。彼女の序曲「ODTAA」（One Damn Thing After Another）はエイドリアン・ボールトの指揮でコヴェント・ガーデンで初演された。
彼女は30本以上の映画音楽を担当し、エリザベス2世の戴冠式の公式映画の音楽も作曲した。また、弦楽四重奏曲で2つの賞を受けている。カーウィゼンの作風は、後期ロマン派音楽と新古典主義音楽を折衷させたウォルトンの作風に近い。
1961年にウィリアム・オルウィンと結婚した。彼女はドリーンという名前を嫌っており、ミドルネームがメアリーであったため、メアリー・オルウィンの名前を使用した。
彼女は夫に献身的であり、秘書の役割も果たした。オルウィンが1985年に死去した後は、自分の音楽活動を再開するとともに、ウィリアム・オルウィン・アーカイブスとウィリアム・オルウィン財団を設立し、夫の作品の普及と研究活動の推進に尽力した。